# Libone di Elide
Libone (Elide, ... – ...; fl. V secolo a.C.) è stato un architetto greco antico, vissuto nel V secolo a.C.
Costruì il tempio dorico di Zeus ad Olimpia intorno al 460 a.C.  Si dice che Libone attraverso il suo lavoro sul Tempio di Zeus a Olimpia abbia ispirato la tecnica e lo stile del Partenone sull'Acropoli ateniese. Il tempio di Zeus a Olimpia è l'edificio che convenzionalmente sancisce l'inizio del periodo dell'architettura classica.